# Шафранов Петро Олександрович
Петро́ Олекса́ндрович Шафра́нов  (1859 — після 1915), російський історик родом з Курщини. 

## Біографія
Народився у сім'ї священика. Закінчив духовну семінарію. Далі навчався у Петербурзькому історико-філологічному інституті який закінчив 1884 року, та археологічному інститутах (1884-1887).
Працював викладачем історії в Петербурзькому вчительскому інституті. Також завідував архівом Міністерства землеробства та державного майна. 
Дійсний статський радник з 1915 року. Чиновник з особливих доручень при міністерстві землеробства

## Праці
- О статьях Богдана Хмельницкого 1654 г. Киевская Старина, XI, 1889.
- О поселении в России запорожских казаков, переселившихся в 1828 г. из Турции под начальством атамана Гладкого. Сборник материалов из архива министерства государственных имуществ, том I, 1891
- Описание дел V отделения Собраний Его Императорского Величества канцелярии 1836 - 56 г. (у співавторстві, 1888);
- "О казенном крестьянине Бугрове и его записке о домостроительстве казенных поселян" Сборник материалов из архива министерства государственных имуществ, том I, 1891
- Выговское старообрядческое общежительство в конце XVIII и первой половине XIX века. Русское Богатство, 1893, № 10 - 11
- Неурожай и продовольствие казенных крестьян в 20-х годах XIX столетия. Русское Богатство, 1898, № 5, 6 и 7;
- Первый проект освобождения крестьян. Вестник всемирной истории", 1901, № 4
- Сельскохозяйственное ведомство за 75 лет его деятельности : (1837-1912 гг.) / сост. Г. К. Гинс и П. А. Шафранов. - Петроград : Издание Канцелярия Главноуправляющего землеустройством и земледелием, 1914. - 474 с.